# Buffalo River (Ovens River)
Der Buffalo River ist ein Fluss im Osten des australischen Bundesstaates Victoria. 

## Verlauf
Er entspringt an den Nordhängen des Mount Selwyn im Alpine-Nationalpark, am Zusammenfluss des Buffalo River West Branch und des Buffalo River East Branch. Der Buffalo River fließt nach Norden, durchfließt den Lake Buffalo und passiert den Mount-Buffalo-Nationalpark an seiner Westseite. Bei Merriang, westlich von Myrtleford, mündet er in den Ovens River.